# Sclerocactus papyracanthus
Sclerocactus papyracanthus là một loài thực vật có hoa trong họ Cactaceae. Loài này được (Engelm.) N.P. Taylor miêu tả khoa học đầu tiên năm 1987.

## Hình ảnh

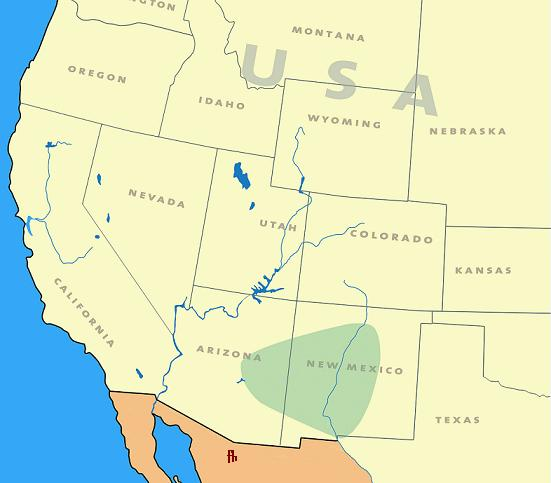
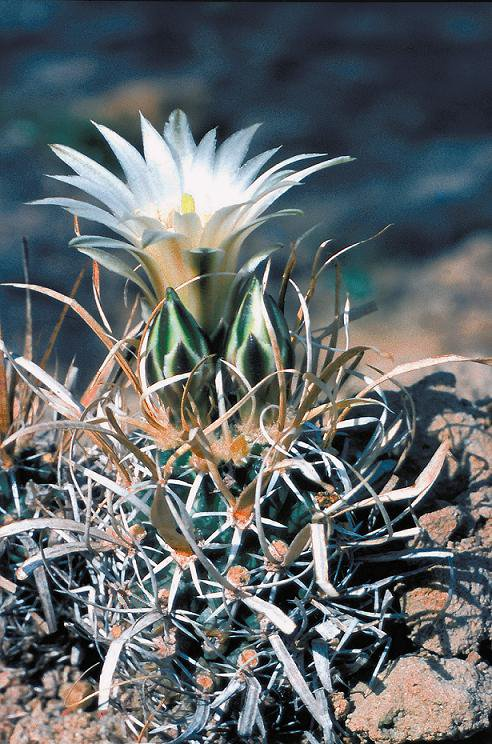
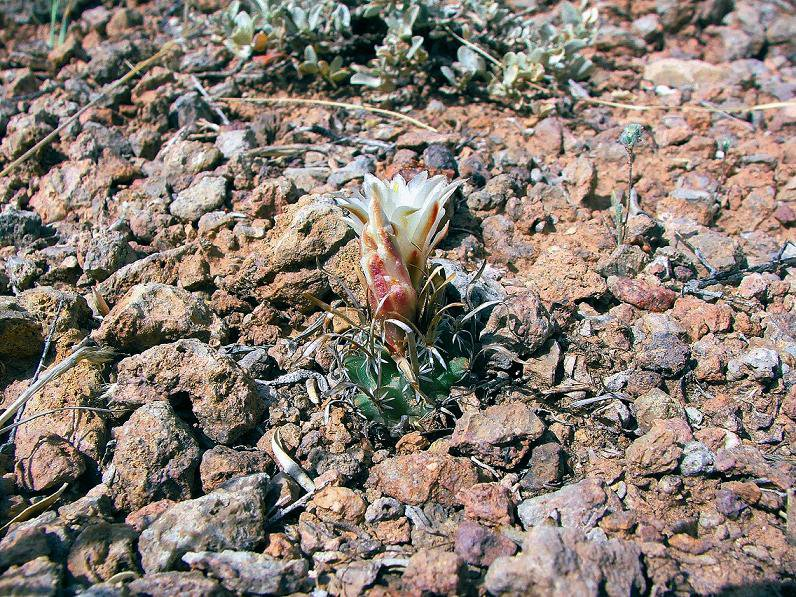
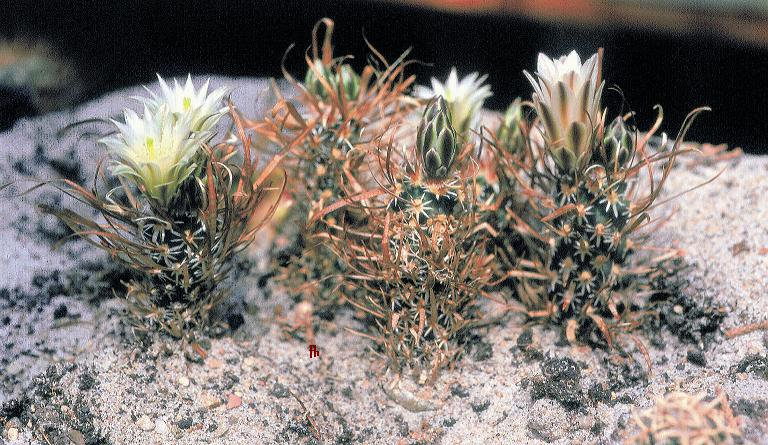